# Musée vieilles Landes
Le musée vieilles Landes se situe sur la commune de Lit-et-Mixe, dans le département français des Landes.

## Présentation
Le musée est un conservatoire du patrimoine du Marensin, ancienne province landaise située au sud du courant de Contis. Il offre un témoignage de la vie rurale des XIXe et XXe siècles : vieux outils, machines, ustensiles. Des séances vidéo présentent le gemmage, les travaux en forêt et la pêche à la pinasse.